# 2 바이 4
《2 바이 4》(2by4, 2 x 4)는 미국에서 제작된 지미 스몰혼 감독의 1998년 영화이다. 지미 스몰혼 등이 주연으로 출연하였고 존 홀 등이 제작에 참여하였다. 양성애자이자 뉴욕시의 건설 노동자에 초점을 두고 있다.
1998년 1월 선댄스 영화제에서 이 영화는 Grand Jury Prize에 지명되었고 디클란 퀸은 Cinematography Award를 수상했다. 1999년 11월 26일 뉴욕시에서 개봉되었다.

## 줄거리
자니는 엄청난 압박을 받는다. 최근 아일랜드에서 브롱스로 이사온 그는 몽유병 증세를 보이며 악몽을 꾼다. 그는 고뇌의 원인이 뭔지 알지 못한다. 대수롭지 않게 생각하지만 상황은 악화되는 것처럼 보인다. 자니는 엉클 트럼프의 건설 노동자의 감독으로서 일한다. 건물 소유자들이 비용과 속도에 대해 불만을 낼수록 업무 긴장도가 높아져가며 노동자들은 자신들의 봉급 액수가 줄어가는 것을 발견한다. 여자친구 마리아(Maria)와 섹스 파트너 크리스천(Christian)이 있었음에도 양성애자인 자니는 내적인 정체성 혼란을 경험한다.

## 출연
- 지미 스몰혼 - 자니 역
- Chris O'Neill - Uncle Trump 역
- Bradley Fitts - Christian 역
- Holyoke Joe - Joe 역
- Terry McGoff - Billy 역
- 마이클 리브만 - 에디 역
- Ronan Carr - Brains 역
- Leo Hamill - Paddy 역
- Seamus McDonagh - Conor 역
- Kimberly Topper - Maria 역

## 기타
- 미술: 하젤 메일러